# Bósnia e Herzegovina nos Jogos Olímpicos de Inverno da Juventude de 2012
A Bósnia e Herzegovina participará dos Jogos Olímpicos de Inverno da Juventude de 2012, a serem realizados em Innsbruck, na Áustria. Até o momento, o país classificou três atletas, dois do esqui alpino e um do esqui cross-country.